# 庄司龍二
庄司 龍二（しょうじ りゅうじ、1987年2月1日 - ）は、日本の元プロ野球選手（捕手）。大阪府警察の警察官。

## 経歴
箕島高時代、3年時の夏は和歌山県予選3回戦で敗退。甲子園出場経験は無し。
高校卒業後は、大阪体育大学に進学。野球部では1年秋から正捕手となり、リーグ3位打率.394の好成績を残し優勝に貢献した。2年時の春には第55回全日本大学野球選手権大会を制し、阪神大学野球連盟史上初となる大学日本一を達成したが、その後は腰を痛めた影響もあって、プロ志望届を提出するも指名漏れとなった。4年春にベストナイン。
大学卒業後は、名古屋市を中心に居酒屋やレストランなどを展開するジェイプロジェクト（現 ジェイグループホールディングス）に入社。野球部では1年目の2009年春から4番・正捕手として活躍したものの、チームは都市対抗野球大会出場を逃した。その傍らで、午前9時から午後2時半まで練習し、午後5時から11時まで同社が経営する居酒屋でバーテンダーとして勤務する生活を続けた。
3年目の2011年、自身も今年がラストチャンスと位置づけ、禁酒を始め、勤務後も素振りやウェートトレーニングを続けた。
2011年10月27日、プロ野球ドラフト会議でオリックス・バファローズから5位指名を受けた。
2012年は同期入団の7名の社会人出身者の中では唯一、怪我の影響もあり一軍へ昇格することなくシーズンを終えた。
2014年、10月25日に球団から戦力外通告を受けた。11月には同じくオリックスを戦力外になった西川拓喜と2015年1月に大阪府警察本部の自己推薦方式の採用試験を受験することが発表され、2015年春より警察官として第二の人生を歩むことが報道された。

## 選手としての特徴・人物
遠投120メートル、二塁送球1秒8の強肩が武器の捕手。パンチ力のある打撃も売り。
仮契約後、挙式間近の婚約者同伴で会見を行なった。
ジェイプロジェクト時代はバーテンダーとして勤務しカクテルを作っていたが、「野球選手は体が命」と自らは一滴も酒を飲まなかった。

## 詳細情報

### 年度別打撃成績
- 一軍公式戦出場なし

### 背番号
- 49 （2012年 - 2014年）